# Wasserburg (Bodensee)

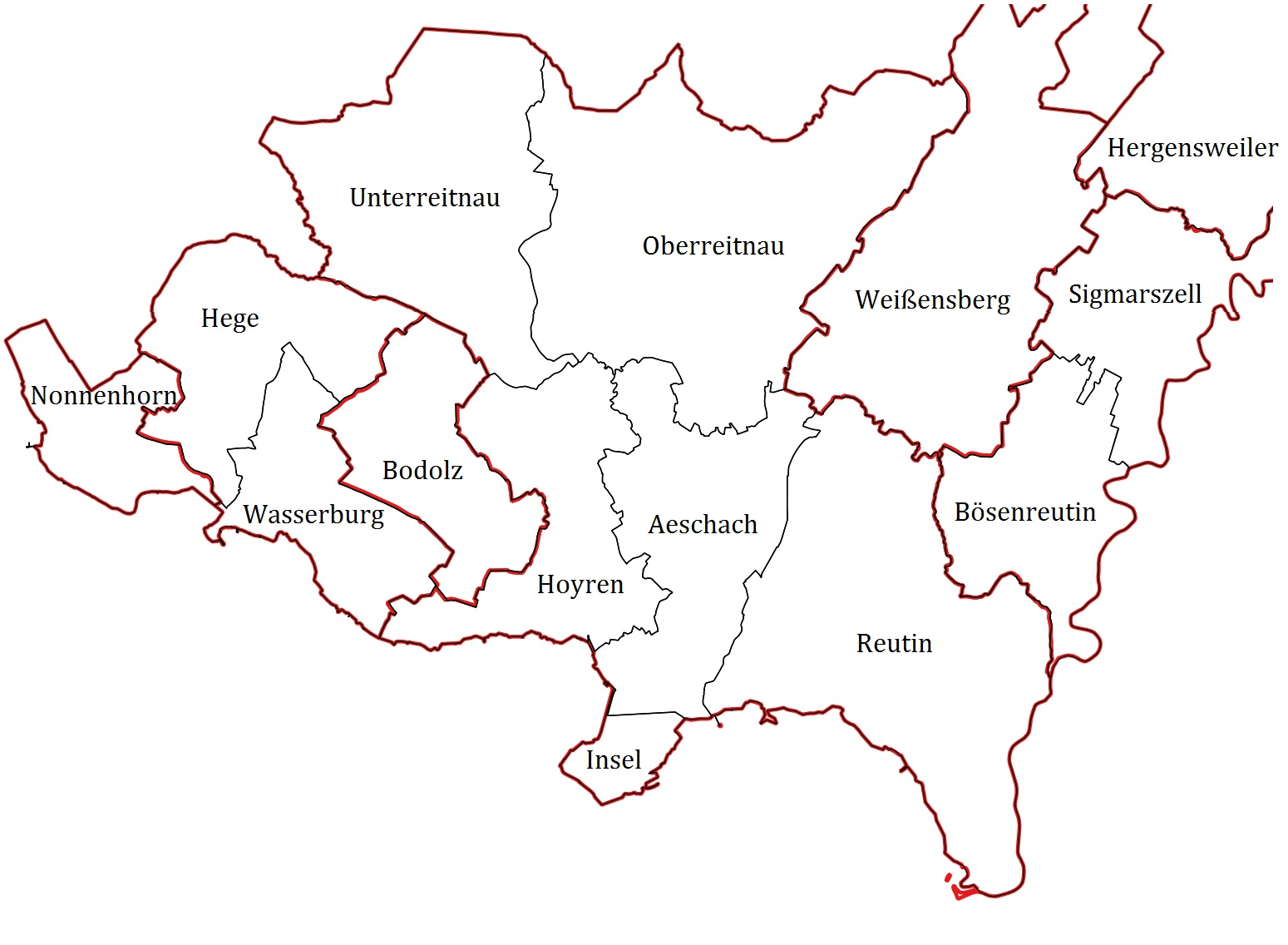
Die Gemarkungen Wasserburg und Hege im westlichen Teil des Kartenausschnitts

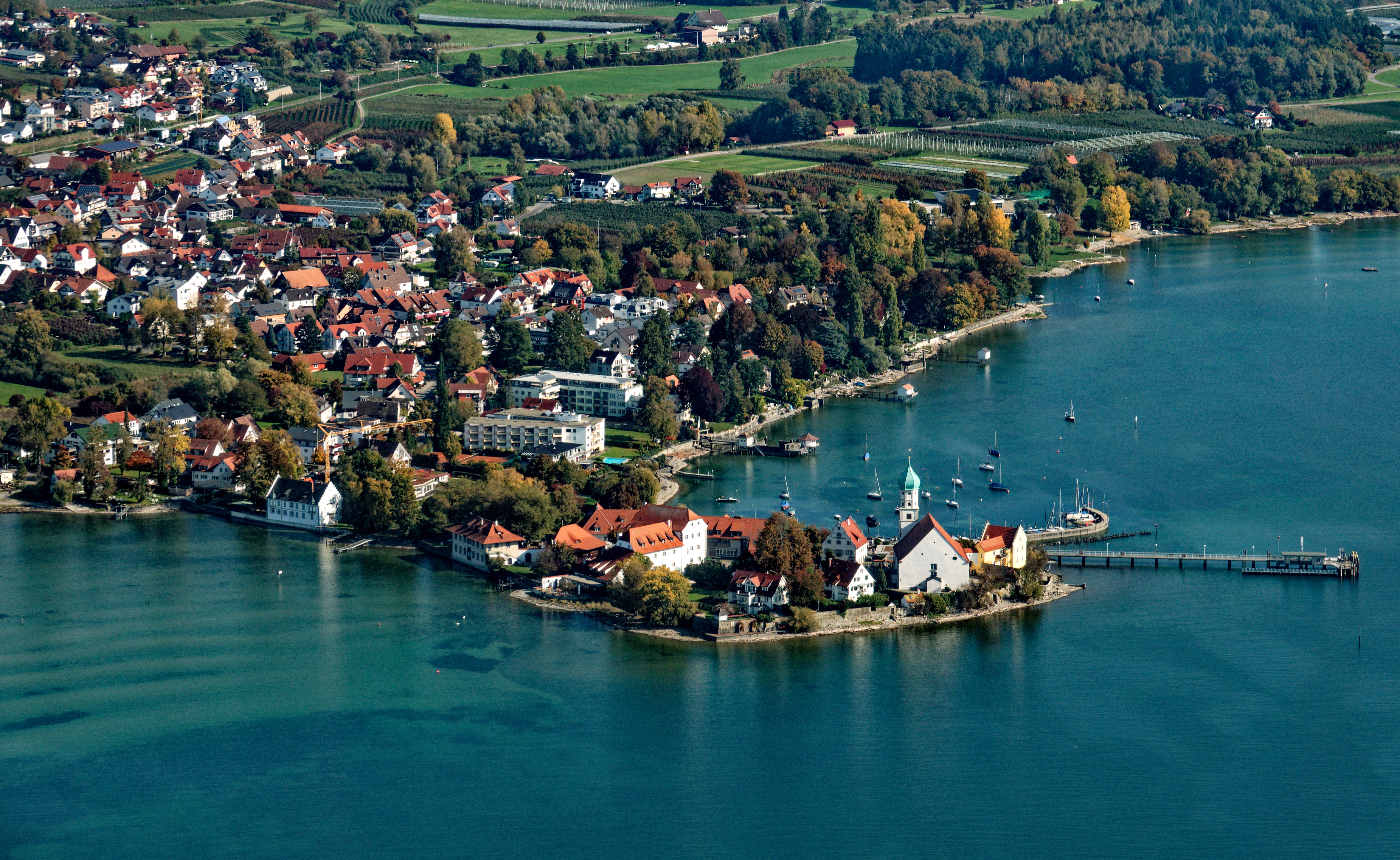
Blick auf Wasserburg, vom Zeppelin aus gesehen (2020)

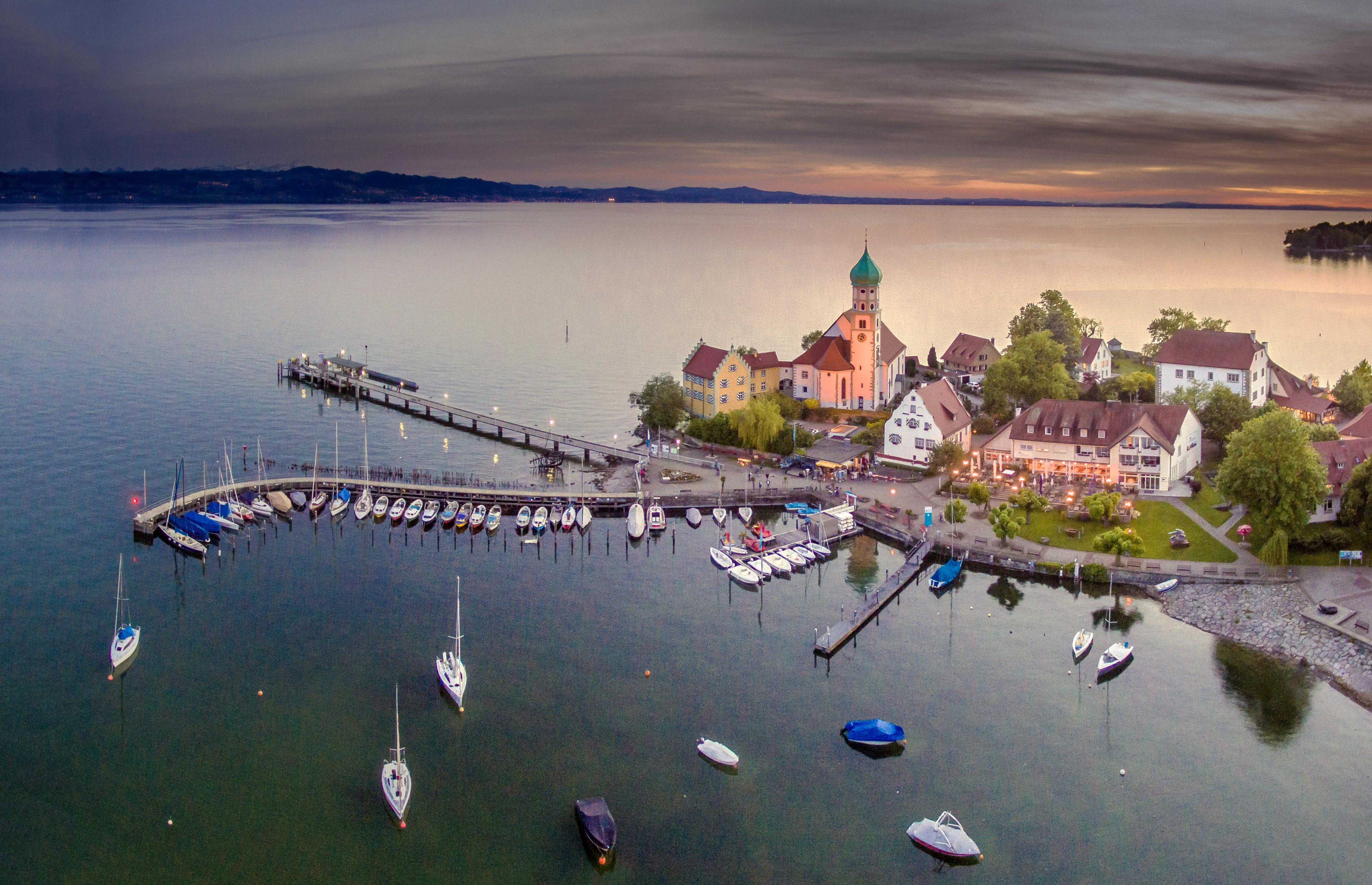
Hafen, Pfarrhof und Pfarrkirche St. Georg (2016)

Wasserburg (Bodensee) ist eine Gemeinde im schwäbischen Landkreis Lindau (Bodensee), staatlich anerkannter Luftkurort und eine von drei bayerischen Anrainergemeinden am Ufer des Bodensees.

## Geographie

### Lage
Wasserburg liegt am Nordufer des Bodensees, fünf Kilometer westlich der bayrischen Kreisstadt Lindau (Bodensee) und östlich der Gemeinde Nonnenhorn, die ebenfalls zu Bayern gehört. Nördlich grenzt der Bodenseekreis an das Gemeindegebiet, östlich neben Lindau auch die Gemeinde Bodolz.

### Gemeindegliederung
Die Gemeinde hat acht Gemeindeteile, die sich auf zwei Gemarkungen verteilen:
Gemarkung Wasserburg:
- Bichel (Weiler)
- Reutenen (Dorf)
- Schwand (Einöde)
- Wasserburg (Pfarrdorf)

Gemarkung Hege:
- Hattnau (Dorf)
- Hege (Dorf)
- Hengnau (Dorf)
- Selmnau (Dorf)

Die Halbinsel Wasserburg mit Kirche und Schloss ist rund 2,3 Hektar groß.
Die Gemeinde hieß zunächst Mitten und wurde am 23. März 1926 amtlich in Wasserburg (Bodensee) umbenannt.
Der Ort Wasserburg bestand zunächst nur aus der Halbinsel. Ab 1925 bezog sich der Ortsname auch auf die sich im Norden anschließende Ortschaft Mitten. Am 1. Januar 1972 wurde die bis dahin selbständige Gemeinde Hege eingegliedert.

## Geschichte

### Bis zum 17. Jahrhundert
Im Jahre 784 tauchte erstmals der Name „wazzarburuc“ in einer Urkunde des Klosters Sankt Gallen auf. Im 10. Jahrhundert diente diese Inselfestung als Zufluchtsort der Klosterherren von Sankt Gallen. Es wird vermutet, dass die Ungarn zwischen 925 und 955 einen Angriff mit Feuer und Schwert auf die Sankt Gallener Klosterfestung Wasserburg gewagt haben, der aber möglicherweise trotz eines Brandes auf der Vorberg abgewehrt werden konnte. Spuren der 1993 getätigten Ausgrabungen weisen darauf hin.
In dieser Urkunde wird eine Kirche des Heiligen Georg genannt, die zum Kloster St. Gallen gehört. Bis 1280 waren die Herren von Kisslegg als Ministerialen des Klosters für die Herrschaft Wasserburg verantwortlich, dann ging die Herrschaft für 500 Mark Silber an die Herren von Schellenberg. Sie bauten Wasserburg als St. Galler Lehen (bis 1826) zur Festung aus.
Am 24. Juni 1358 wurde die Festung Wasserburg von den Truppen des Städtebundes in Schutt und Asche gelegt. 1386 kam Wasserburg auf Vermittlung der Grafen von Ebersberg für 650 Pfund Heller an die Grafen von Montfort. Ab den 1450er Jahren bildete sich hier die Nebenlinie Montfort-Rothenfels-Wasserburg (Hugo XIII.).
1519 gab es in Freiburg eine Pestepidemie. Im Januar 1519 wurde der Unterricht für die Studenten deshalb für die Dauer eines Jahres an den Bodensee nach Wasserburg, Lindau und Konstanz verlegt. 1537 und 1555 ließen die Grafen von Montfort ein neues Renaissanceschloss errichten.
Die hoch verschuldeten Montforter Grafen verkauften Wasserburg im Jahr 1592 für 63.000 Gulden an die Grafen Fugger von Kirchberg und Weißenhorn zu Babenhausen. Zwischen 1655 und 1664 fanden unter der Fuggerschen Herrschaft auch in Wasserburg Hexenverfolgungen statt, denen mindestens 25 Menschen zum Opfer fielen.

### 18. und 19. Jahrhundert
1720 ließen die Fugger einen Verbindungsdamm zur Insel aufschütten. Eine Sandsteinsäule erinnert an den Verlust der Inseleigenschaft. Am 17. Februar 1750 wurde der Westflügel der Burg durch einen Brand vollständig zerstört.
Wegen hoher Schulden traten die Fugger die Herrschaft Wasserburg 1755 an das Erzhaus Österreich ab. Die Österreicher richteten im Weiler Bichel eine Poststation ein, um neben dem Mailänder Boten in Lindau auch eine österreichische Poststation am See zu haben.
Im Zuge der Koalitionskriege (1792–1805) wütete 1799 und 1800 der Seekrieg auf dem Bodensee auch vor Wasserburg. Am 11. Mai 1800 wurde Bregenz schließlich von Franzosen besetzt, die über Südwestdeutschland vorgerückt waren.
Wasserburg gehörte Vorderösterreich, bis das Gebiet nach dem Pressburger Frieden vom 26. Dezember 1805 zum Kurfürstentum Bayern kam, das am 1. Januar 1806 zum Königreich Bayern wurde. 1826 wurde der Weinzehent an das Kloster Sankt Gallen aufgehoben. 1872 wurde eine Dampferanlegestelle gebaut und 1899 erhielt der Ort einen Bahnhof an der Bahnstrecke Friedrichshafen–Lindau.

### 20. und 21. Jahrhundert

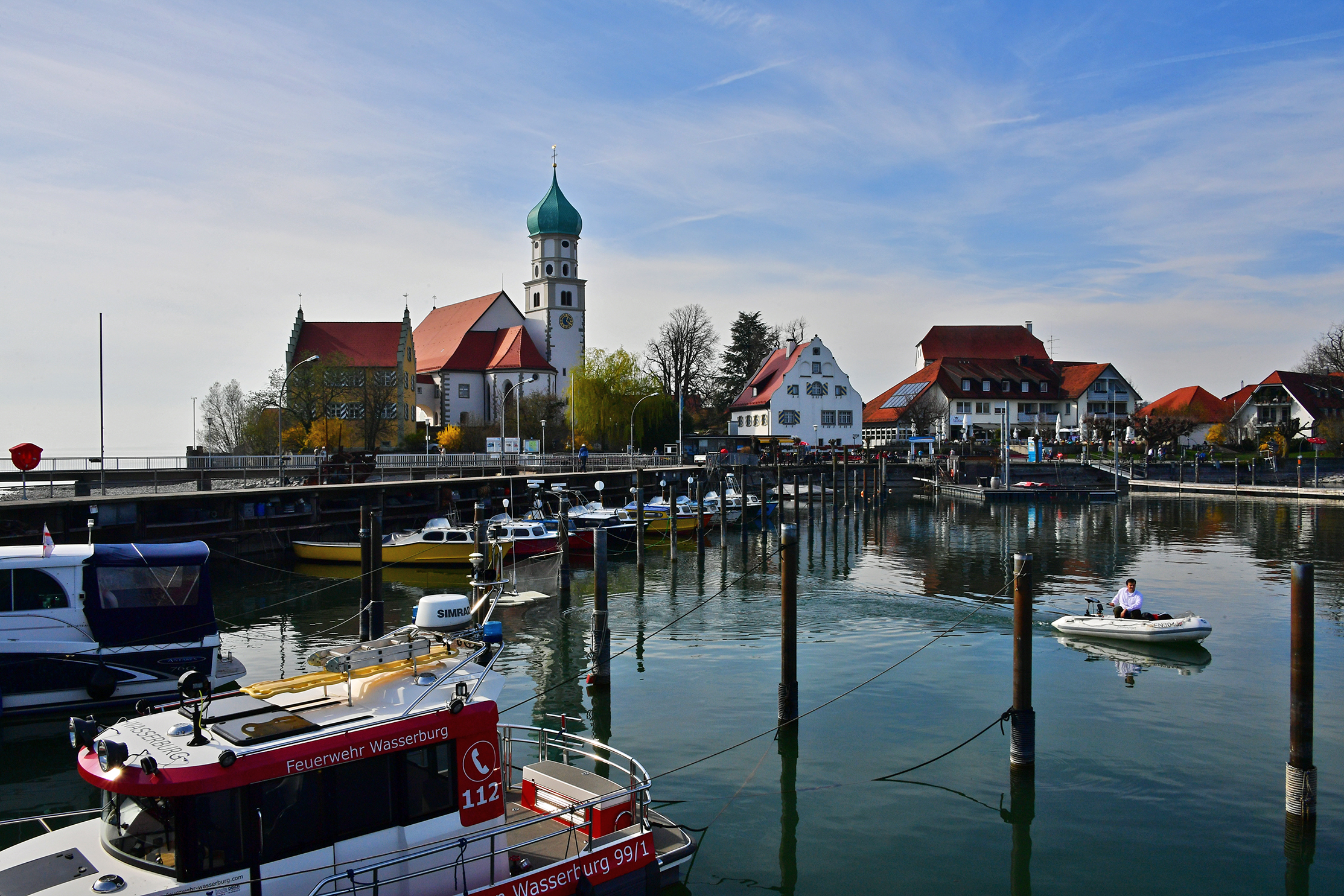
Hafen mit Katholischer Pfarrkirche Sankt Georg

Ab 1911/12 gab es elektrisches Licht in Wasserburg. Das Jahr 2009 stand ganz im Zeichen der 1225-Jahr-Feier der ersten Nennung von Wasserburg. Im Rahmen des Jubiläums fand in den Sommermonaten August und September eine Ausstellung der etwa ein Meter großen United Buddy Bears auf der Wasserburger Halbinsel statt.
Im Frühjahr 2018 wurde mit dem bronzezeitlichen „Wasserburger Einbaum“ an der Eschbach-Mündung vor dem Wasserburger Ufer das größte und älteste je am Bodensee gefundene Transportmittel geborgen. Die dendrochronologische Altersbestimmung ergab, dass das Wasserfahrzeug etwa 3150 Jahre alt ist.

## Bevölkerungsentwicklung
Zwischen 1988 und 2018 wuchs die Gemeinde von 2731 um 1094 Einwohner auf 3825 bzw. um 40,1 %, was den höchsten prozentualen Anstieg im genannten Zeitraum im gesamten Landkreis darstellt.
Am 30. Juni 2022 wurden in Wasserburg 4459 Einwohner (Haupt- und Nebenwohnung) gezählt.
Bevölkerungsentwicklung in Wasserburg (Bodensee)
Quelle: Bayerisches Landesamt für Statistik

## Politik

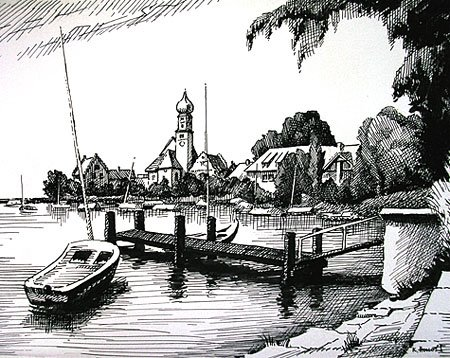
Blick auf die Halbinsel Wasserburg (Zeichnung von Konrad Honold)

### Gemeinderat
Die Gemeinderatswahlen seit 2014 ergaben folgende Stimmenanteile und Sitzverteilungen:
| Partei/Liste                   | Sitze | Sitze |
| Partei/Liste                   | 2020  | 2014  |
| Christlich-Soziale Union (CSU) | 6     | 6     |
| Freie Bürgerschaft Wasserburg  | 6     | 7     |
| Unabhängige Liste Wasserburg   | 4     | 3     |

### Bürgermeister
Berufsmäßiger Erster Bürgermeister ist Harald Voigt (Freie Bürgerschaft Wasserburg). Dieser erzielte bei der Bürgermeisterwahl 2020 im ersten Wahlgang 72,5 % der gültigen Stimmen und ist seit 1. Mai 2020 im Amt.
- 1978–1990: Willi Stadler
- 1990–2002: Peter Cicholinski
- 2002–2011: Thomas Eigstler (CSU und Freie Wähler)
- 2011–2020: Thomas Kleinschmidt (Aktive Bürger und Freie Bürgerschaft Wasserburg)[18]
- 2020–2020: Harald Voigt

### Wappen
| | Blasonierung: „Geteilt von Silber und Blau; oben der Rumpf eines rotbewehrten schwarzen Bären, unten über blauen Wasserwellen eine zinnenbekrönte silberne Burg.“ |
| Wappenbegründung: Die Darstellung des Bären von St. Gallen ist ein Hinweis darauf, dass die Sankt-Georgs-Kirche zum Kloster St. Gallen gehörte. Die Burg stellt das Schloss Wasserburg dar – ein Geschenk des dankbaren Abtes von St. Gallen im Jahre 1537 an Graf Hugo von Montfort, der als Vermittler im Bauernkrieg wirkte. Die Farben Weiß und Blau drücken die heutige Zugehörigkeit der Gemeinde zum Bundesland Bayern aus. Das heutige Wappen wurde im Jahre 1954 vom Kreispräsidium Lindau zuerkannt. | |

## Religionen
Die Pfarreiengemeinschaft Wasserburg umfasst die drei Pfarreien St. Johannes der Täufer in Bodolz, St. Christophorus in Nonnenhorn und St. Georg in Wasserburg.

## Sehenswürdigkeiten

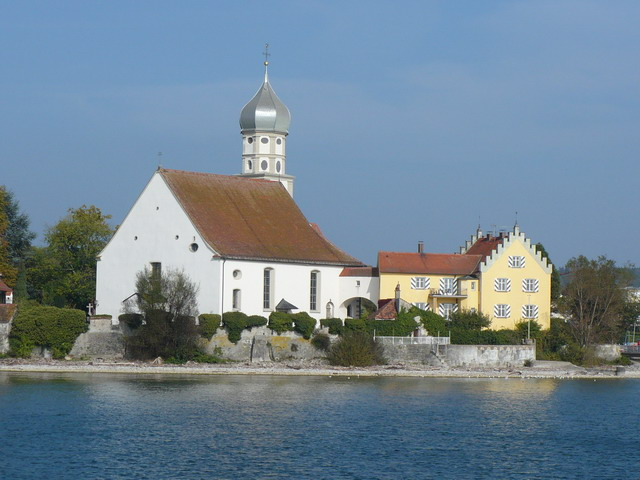
Blick auf Wasserburg vom Bodensee aus

Kennzeichen von Wasserburg ist seine malerische Halbinsel, auf der die Kirche St. Georg, das Schloss Wasserburg und das Malhaus (früheres Gerichtshaus – beherbergt heute ein Museum) liegen.
Zugleich befindet sich hier auch die Schiffsanlegestelle, von der aus Passagierschiffe nach Lindau, Bregenz (A), Konstanz und Rorschach (CH) fahren, außerdem der Fischereihafen und der Sportboothafen. Von Wasserburg aus hat man einen einzigartigen Blick auf die Berge der Schweiz, Liechtensteins und Österreichs.

### Kirchen und Kapellen
Katholische Pfarrkirche St. Georg
Die im Jahr 784 erwähnte erste Kirche auf der Insel Wasserburg war vermutlich aus Holz gebaut. Der heutige Chor (Altarraum) ging aus einem gotischen Vorgängerbau (um 1400) hervor, zu dem wohl auch der Unterbau des ursprünglich spitzen Kirchturms gehörte. Im 17. Jahrhundert erhielt der Turm der Sankt-Georgs-Kirche eine welsche Haube im Stil des Augsburger Baumeisters Elias Holl.
Den Innenraum schmückt ein barocker Hochaltar mit den lebensgroßen Figuren der Heiligen Gallus und Otmar. Ein Epitaph des Fugger-Grafen Leopold findet man über der Sakristeitür. An drei der vier Hauptpfeiler erinnern Steintafeln an die Seegfrörnen der Jahre 1573, 1830 und 1963. Bemerkenswert sind die Deckenfresken (1918/19) von Otto Hämmerle (* 1881 bis nach 1944) mit Motiven aus der Geschichte Wasserburgs sowie das reich verzierte Orgelwerk.

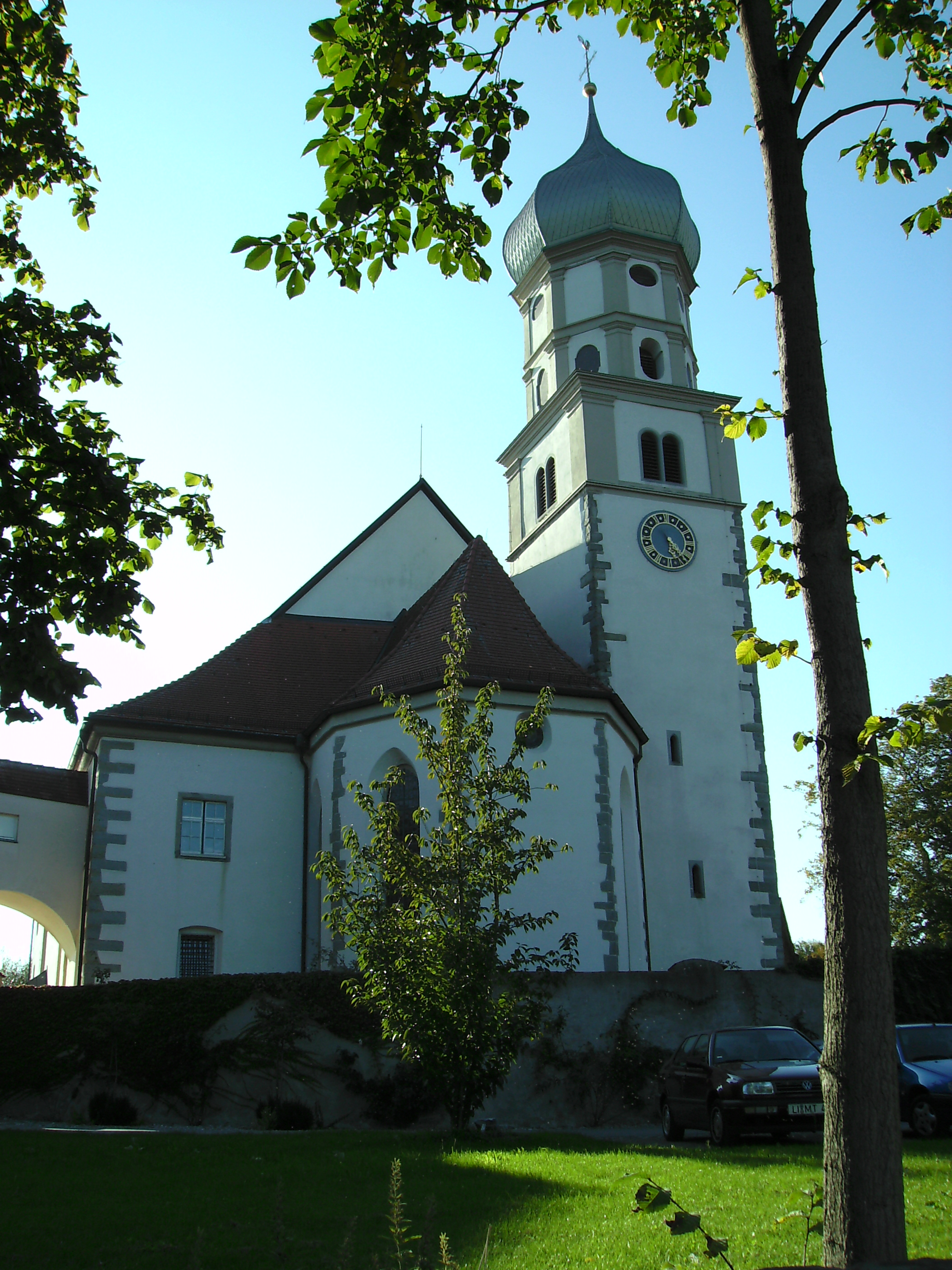
Katholische Pfarrkirche St. Georg
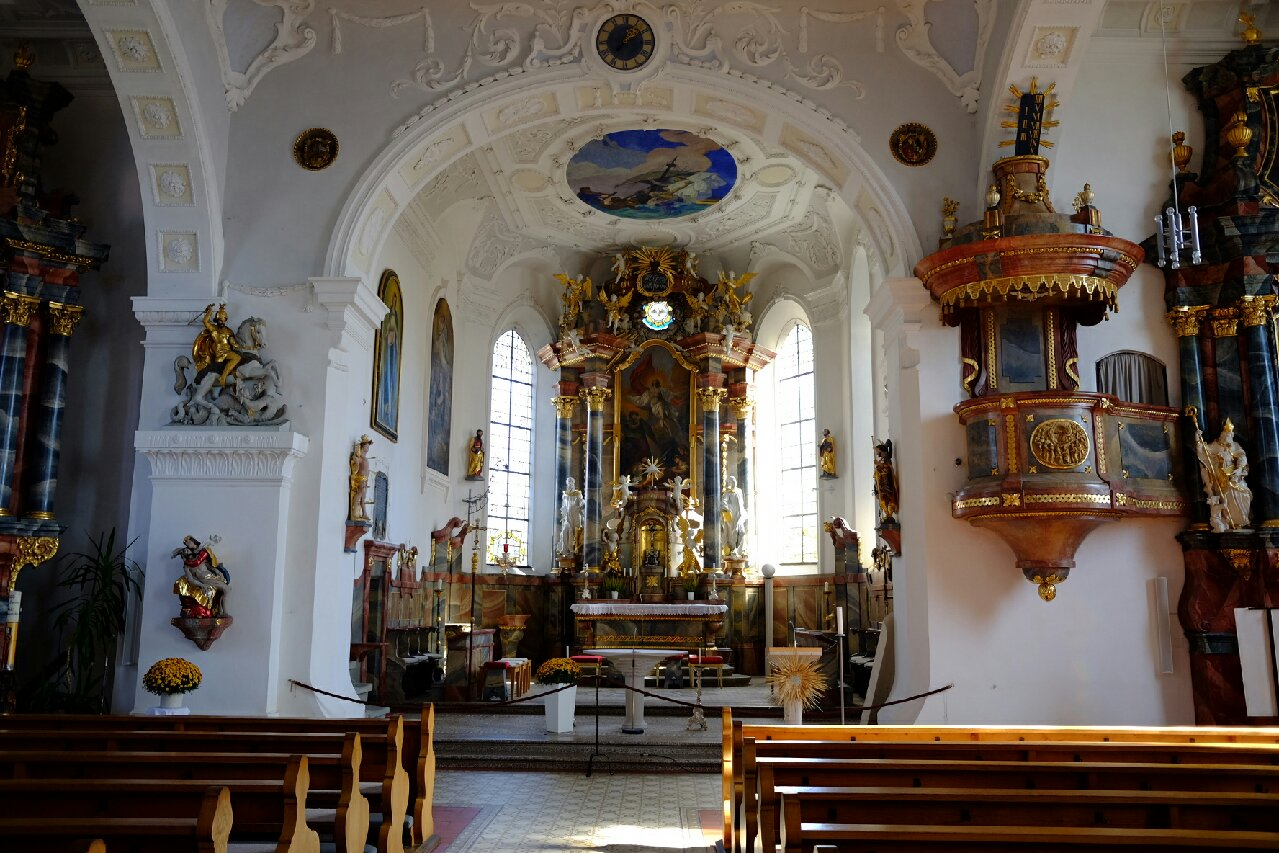
Innenansicht
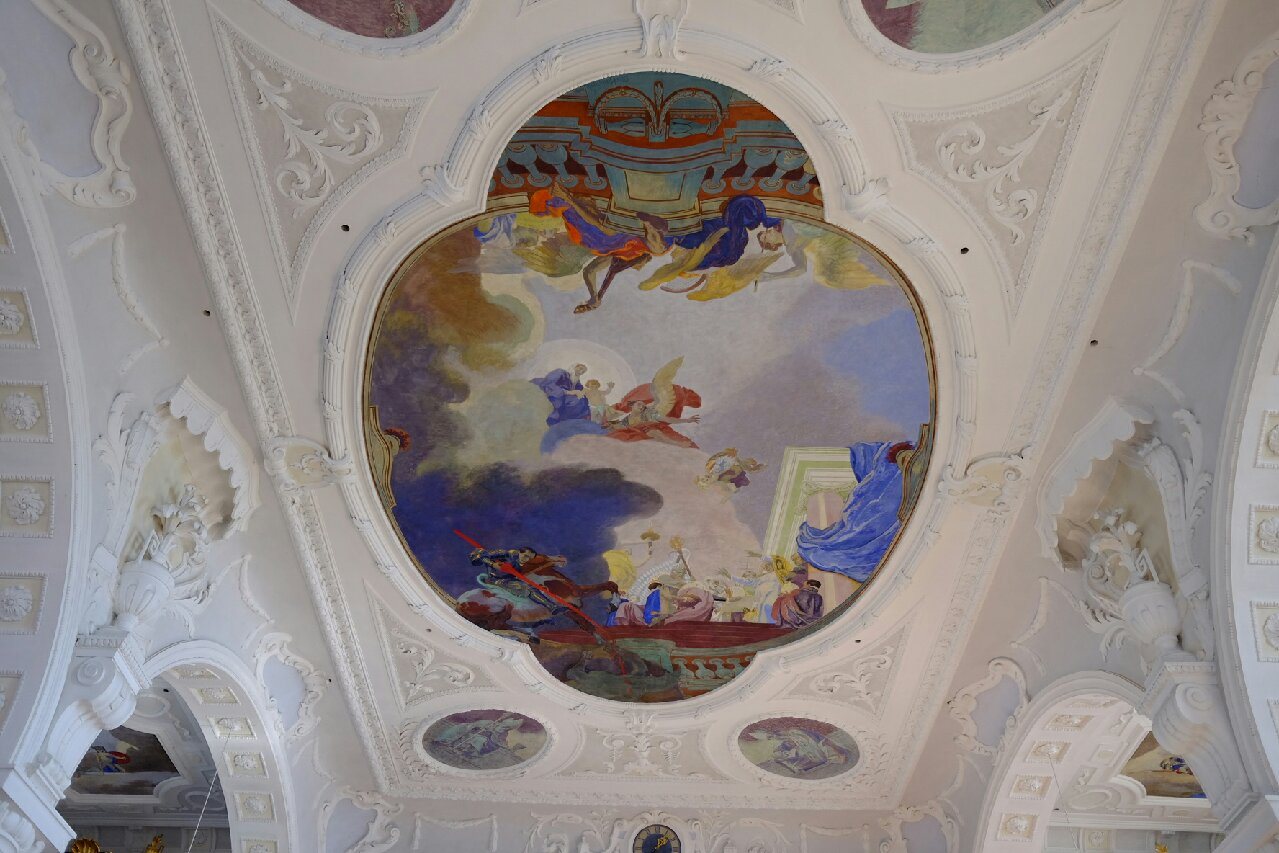
Deckenfresko
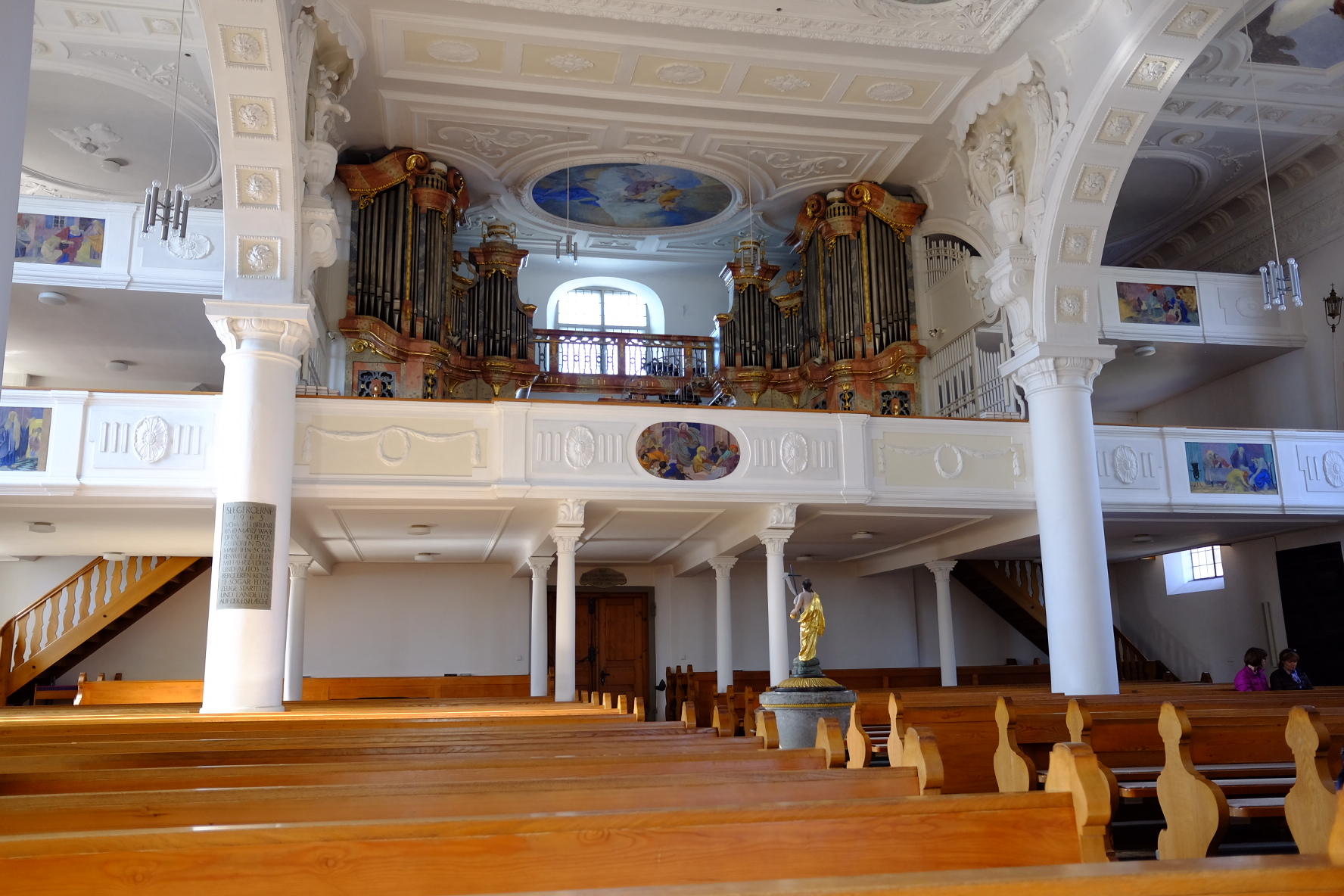
Blick zur Empore mit dem Orgelwerk

St.-Jakobus-Kapelle in Reutenen
Die kleine „Gfrörnenkapelle“ wurde im Jahr 1643 erbaut und dem heiligen Jakobus geweiht. Wahrscheinlich wurde sie ursprünglich als Pestkapelle errichtet (Gfrörnen = Pestbeulen), die Grausamkeiten des Dreißigjährigen Krieges mögen ein weiterer Anlass für die Errichtung einer solchen Votiv-Kapelle gewesen sein. Die Kapelle ist aus Sandsteinquadern, Feldsteinen und Bodenseewacken gebaut, das Dach ist mit handgestrichenen Biberschwänzen gedeckt und auf dem Boden ist Rorschacher Sandstein verlegt.
2004 wurde die Kapelle im Ortsteil Reutenen in privater Initiative gründlich und sensibel renoviert; die vorhandenen Kunstwerke wurden in ihrer Substanz erhalten. Heute erstrahlen eine volkstümliche Madonnenfigur und der heilige Leonhard in neuem Glanz.
Antoniuskapelle

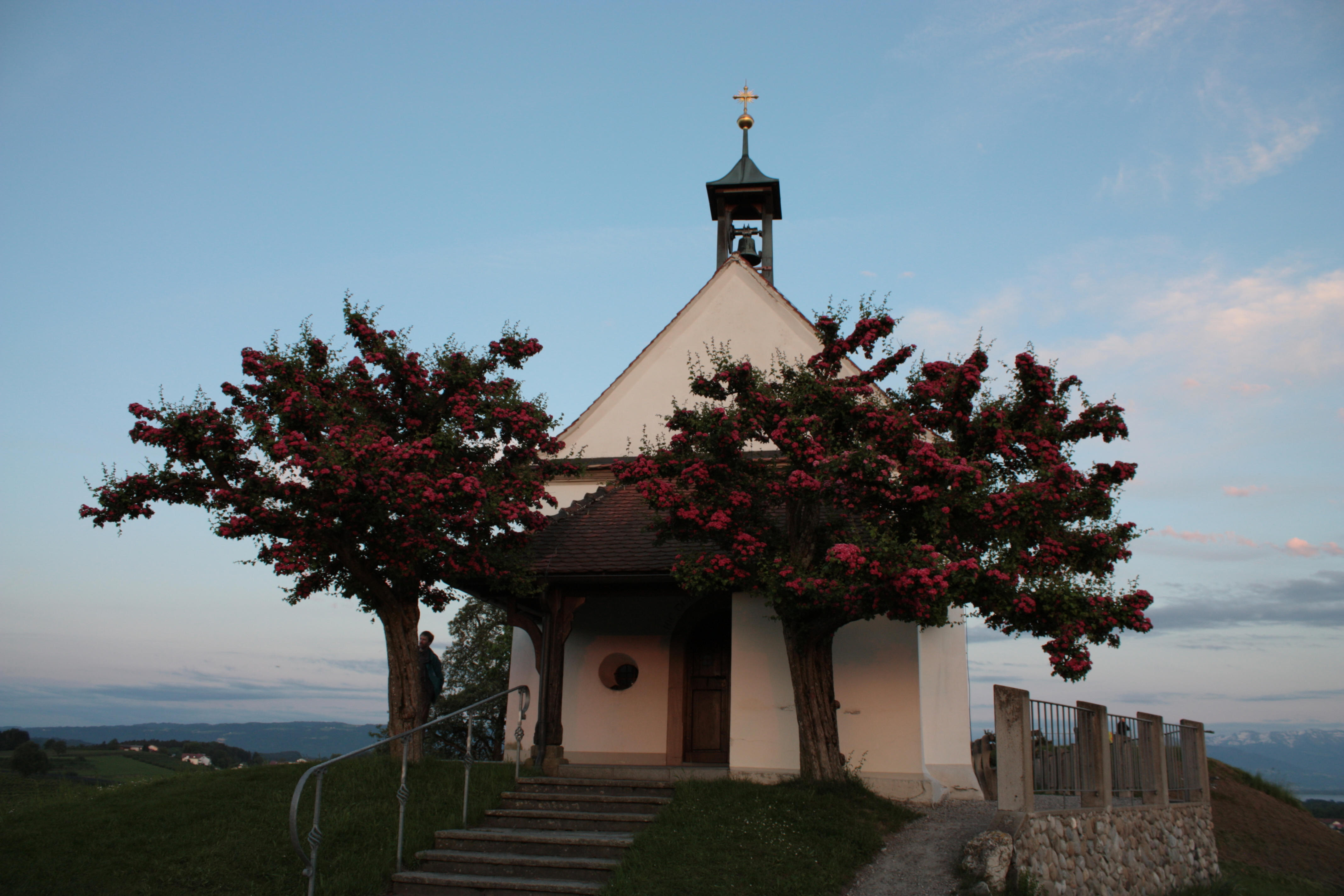
Antoniuskapelle in Selmnau, Frühjahr

Die 1492 erstmals genannte, im Ortsteil Selmnau gelegene Antoniuskapelle war ursprünglich eine Einsiedelei. In ihrer heutigen Form entstand die Kapelle in barockem Stil im Jahr 1696. Zur Ausstattung gehören eine gotische Madonnenfigur und mehrere barocke Skulpturen. Die Kapelle steht auf einem Moränenhügel, der einen weiten Ausblick über den Bodensee bietet.
Evangelische Kirche St. Johannes

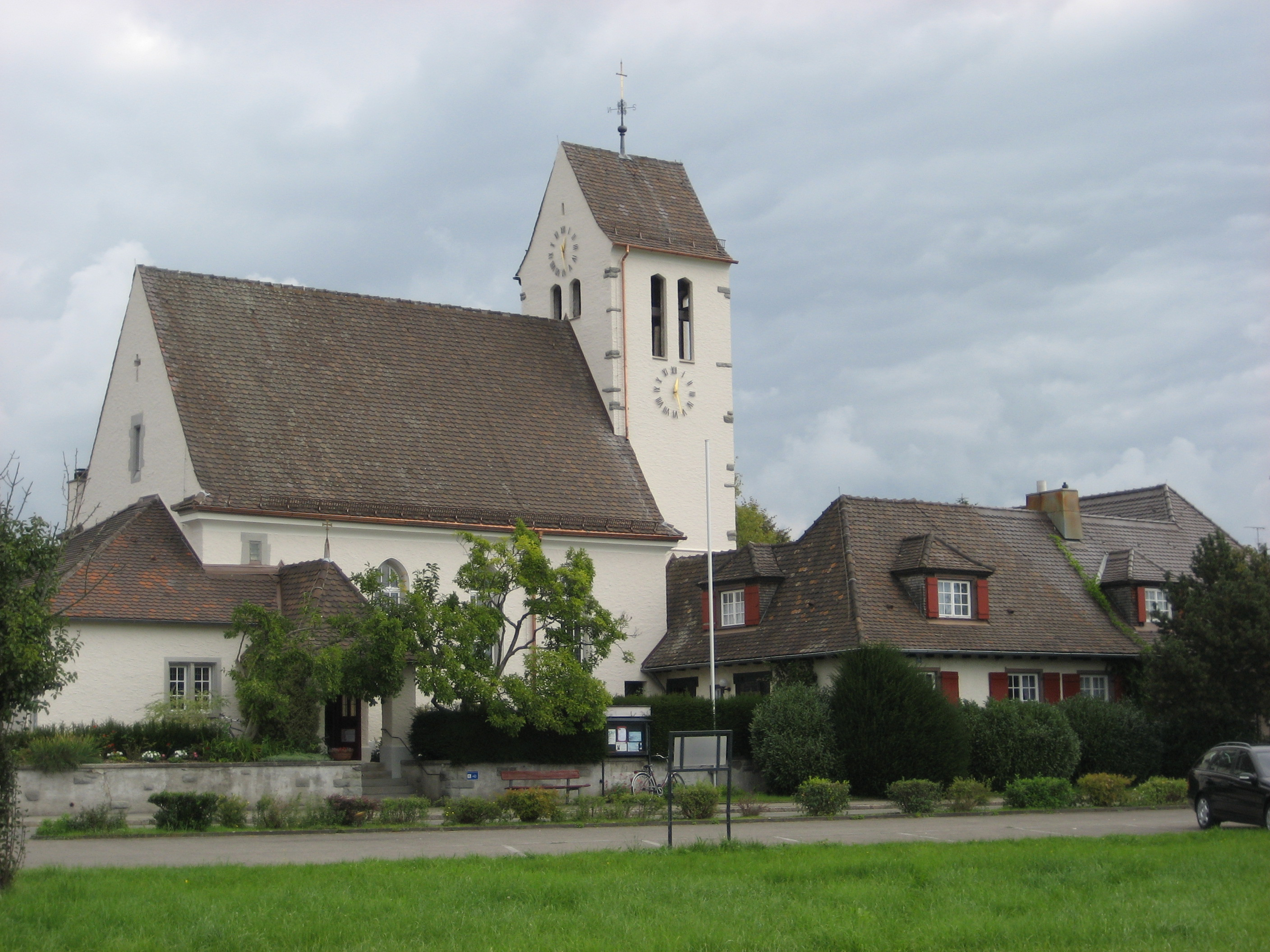
St.-Johannes-Kirche

Die nach Johannes dem Evangelisten benannte Kirche wurde am 11. November 1937 eingeweiht. Seit dieser Zeit finden die evangelischen Gottesdienste jeden Sonn- und Feiertag in dieser Kirche statt. Im Innenraum sind der Flügelaltar des Münchener Künstlers Karl Hemmeter, der an den Seitenwänden umlaufende hölzerne „Vater-unser-Fries“ und ein monolithischer Taufstein besonders hervorzuheben.

### Andere Bauwerke
Der Modellbauhersteller NOCH GmbH & Co. KG – Wangen im Allgäu – präsentierte in den 2010er Jahren einen Bausatz des Feuerwehrhauses (1904), der Feuerwache, noch ohne die heutigen Anbauten. Es wird nach wie vor als Feuerwehrhaus genutzt.
Schloss Wasserburg
Im Zentrum der Halbinsel liegt das Schloss Wasserburg – zwischen 1537 und 1555 von den Montfortern als Renaissanceschloss anstelle einer früheren Burganlage der Herren von Schellenberg als Dreiflügelanlage aufgeführt.
Am 17. Februar 1750 wurde durch einen Brand der Westflügel vollständig zerstört und nicht mehr aufgebaut.
Das Schlossgebäude besitzt Mauern bis drei Meter Stärke, war seit 1812 in Privatbesitz der Familie Köberle und beherbergt heute ein Hotel und Restaurant.
Museum im Malhaus
Das Museum im Malhaus wurde 1597 erbaut, war früher ein Gerichtsgebäude der Fugger und beherbergt seit 1979 das „Museum im Malhaus“. Es liegt auf der Halbinsel, direkt beim Landesteg der Bodensee-Schiffsbetriebe.

### Schutzgebiete

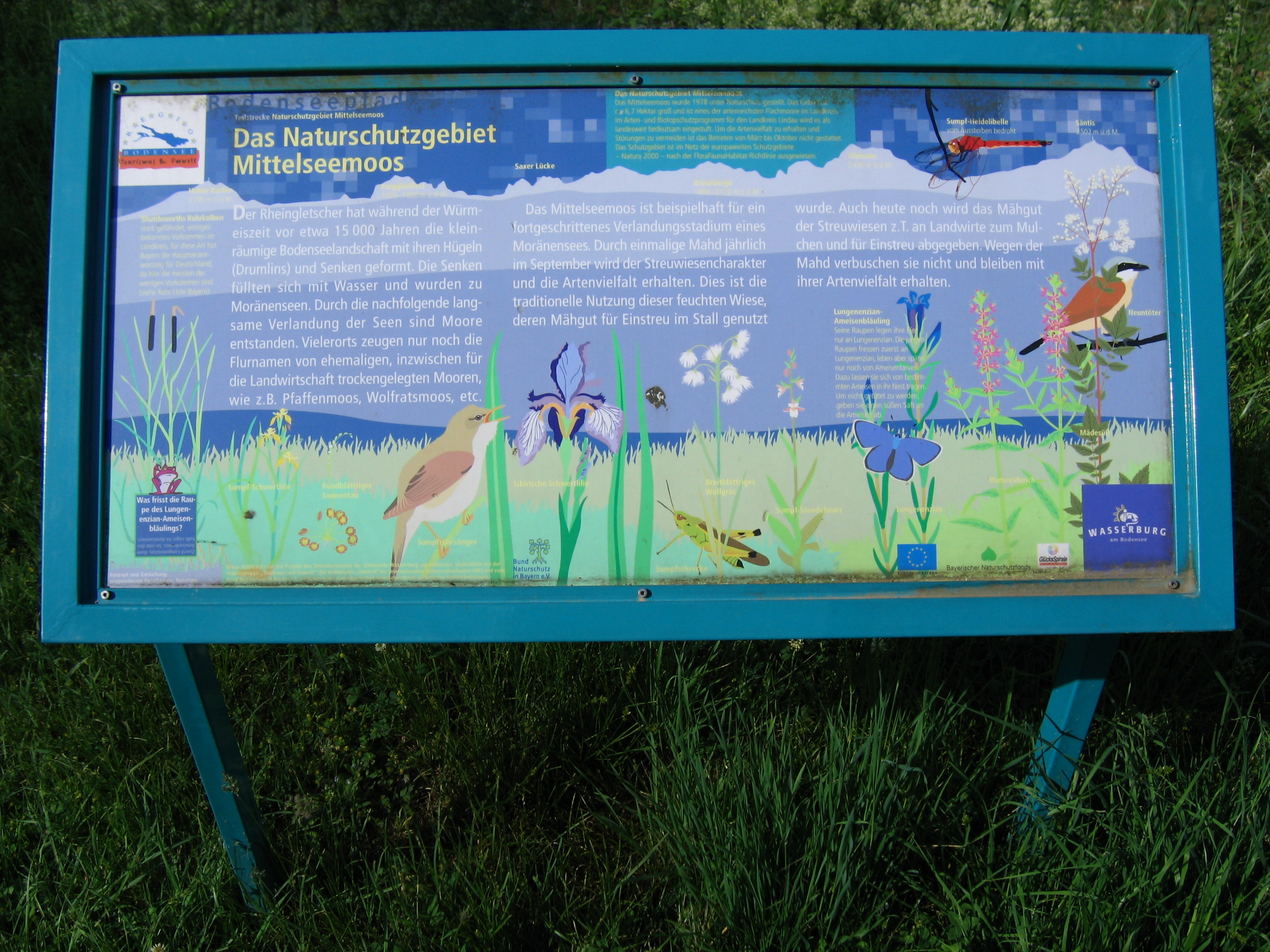
Tafel am Naturschutzgebiet Mittelseemoos

Im östlichen Gemeindegebiet, nahe der Grenze zu Bodolz, liegt im Naturschutzgebiet Bichelweiher und Bichelweihermoos der Bichelweiher, ein ehemaliger Mühlenteich.
Drei weitere Wasserburger Naturschutzgebiete, Teile des im europäischen Schutzgebietsnetz Natura 2000 ausgewiesenen Wasserburger Bodenseeufers sowie der Biotoplehrpfad Birkenried sind über acht Stationen des Bodenseepfads miteinander verbunden.

#### Naturschutzgebiet Mittelseemoos
Am Wanderparkplatz an der Straße nach Hengnau erhält man Informationen zum Naturschutzgebiet Mittelseemoos. Es ist eines der artenreichsten Flachmoore im Landkreis Lindau. Geformt durch die Würmeiszeit vor etwa 15.000 Jahren entstand in dieser Landschaft ein Moränensee, der im Lauf der Zeit verlandete und zu einem Moor wurde. Durch die jährlich einmalige Mahd im September verbuscht das Gelände nicht und die Artenvielfalt bleibt erhalten. Man findet hier zwischen Breitblättrigem Wollgras, Sumpf-Stendelwurz oder Shuttleworths Rohrkolben Lungenenzian-Ameisenbläulinge, Neuntöter, Sumpf-Heidelibellen oder Sumpfrohrsänger.

#### Biotoplehrpfad Birkenried
Neun Stationen vermitteln dem Besucher des 1996 eingerichteten Lehrpfads im Birkenried – der Name leitet sich von „Rodung eines Birkenwaldes“ ab – Informationen zu Hochstaudenfluren, Tümpel, Totholz, Nisthilfen für Insekten und dem das Gebiet durchfließenden Eschbach mit Altarm, Weidengebüsch, Lesesteinhaufen und Benjeshecke.
Im Birkenried können viele Vogel- und Libellenarten, wie zum Beispiel der Teichrohrsänger oder die Große Heidelibelle, beobachtet werden.

## Wirtschaft und Infrastruktur
Wasserburg mit seinen gut 4400 Einwohnern (Stand Juni 2022) ist heute vor allem vom Tourismus und vom Obstanbau geprägt.

### Fremdenverkehr
Die Gemeinde verfügt über einen Campingplatz, ein Strandbad mit beheiztem Schwimmbecken, einen Bootsverleih und eine Segelschule. Zahlreiche Hotels, Pensionen und Privatquartiere bieten mehr als 1700 Gästebetten.
Als direkt am See liegende Gemeinde ist Wasserburg auch Anlaufpunkt des Bodensee-Radwegs und des Bodensee-Rundwegs.

### Obst- und Weinbau
In Wasserburg wachsen verschiedene Obstarten; stark verbreitet ist der Kernobstanbau mit verschiedenen Apfel- und Birnensorten. Die Gemeinde ist auch Weinbauort des Bereichs Bayerischer Bodensee im Weinbaugebiet Württemberg.

### Fischerei
Bodenseefischer versorgen die Restaurants mit frischem Bodenseefisch, vor allem Felchen. Die Fischerei ist in Wasserburg erst zu Beginn des 20. Jahrhunderts als Erwerbszweig belegt, war sie doch neben der Jagd bis dahin stets ein Privileg der adeligen Herrschaft.

### Freizeit
Die Sumserhalle wird für sportliche Aktivitäten sowie für kulturelle Veranstaltungen genutzt und liegt am Seeufer beim Freibad Aquamarin. Der Name leitet sich ab von der Hauptperson Augustin Sumser in Horst Wolfram Geisslers Roman „Der liebe Augustin“.

### Sport
Den deutschen Rekord im Eisschwimmen hält seit Januar 2021 der 37-jährige Extremschwimmer Paul Bieber, der im Bodensee vor Wasserburg bei unter 5 °C Wassertemperatur in 43,03 Minuten 2,210 km weit schwamm.

### Verkehr

#### Eisenbahn
Wasserburg besitzt einen Haltepunkt an der Bahnstrecke Friedrichshafen–Lindau, der stündlich von der Regionalbahn, Linie RB 93 Friedrichshafen Hafen – Lindau-Insel bedient wird. Darüber hinaus halten etwa zweistündlich Züge der Regional-Express-Linie RE 3 Ulm Hauptbahnhof – Friedrichshafen Stadt – Lindau-Reutin in Wasserburg (Bodensee).

#### Öffentlicher Personennahverkehr
Zwischen Wasserburg und Lindau verkehrt die Buslinie 20. Sie bindet auch die Ortsteile Hengnau, Hege und Hattnau an den öffentlichen Personennahverkehr an.

#### Schifffahrt
Wasserburg hat auf der Halbinsel einen Hafen mit Anlegestelle der Bodenseeschifffahrt. Zwischen April und Oktober verkehren mehrere Linienschiffe zwischen Konstanz und Bregenz sowie einzelne Kurse von Rorschach nach Lindau.

#### Straßenverkehr
Die Bundesstraße 31 tangiert im Norden die Gemeinde. Sie besitzt allerdings keine eigene Abfahrt von der schnellstraßenähnlichen Bundesstraße. Die nächsten Abfahrten befinden sich in Kressbronn oder Lindau. Die alte B 31 trägt nun die offizielle Bezeichnung Kreisstraße LI 16 und führt von Kressbronn über Nonnenhorn, Wasserburg und Enzisweiler nach Lindau.

## Persönlichkeiten

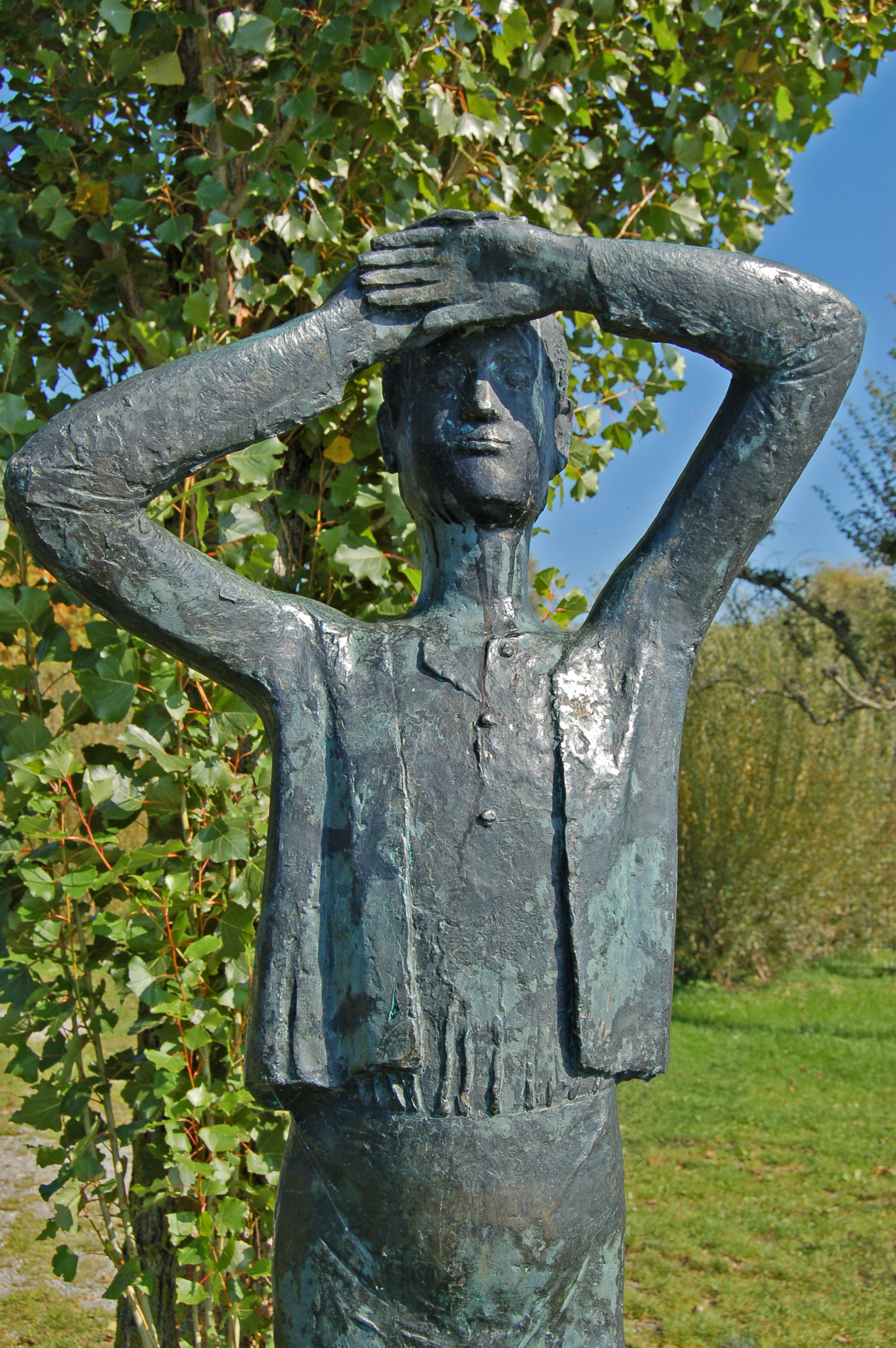
Statue „Der liebe Augustin“ (nach der Hauptperson in Horst Wolfram Geisslers Roman)

### Ehrenbürger
- 1984: Martin Walser (1927–2023), Schriftsteller
- Horst Wolfram Geissler (1893–1983), Schriftsteller, in Wasserburg begraben

### Söhne und Töchter der Gemeinde
- Rudolf Agricola (1490–1521), von Kaiser Maximilian I. zum Dichter gekrönt

### Persönlichkeiten, die im Ort gewirkt haben
- Franz Xaver Löffler (1875–1955), Maler und Grafiker
- Horst Wolfram Geißler (1893–1983), Schriftsteller („Der liebe Augustin“) und Wahl-Wasserburger